# Ozola concreta
Ozola concreta là một loài bướm đêm trong họ Geometridae.